# Manuel Olmedo Serrano
Manuel Olmedo Serrano (Morón de la Frontera, 21 de enero de 1885-Ciudad de México, 31 de marzo de 1971) fue un médico y político socialista español. Perteneció a la masonería con el nombre simbólico de Paracelso, y perteneció a las logias sevillanas Isis nº. 350 e Isis y Osiris nº 377.

## Biografía
Cursó los estudios de Medicina en la Universidad de Valladolid y en la de Sevilla, licenciándose en 1914. Empezó a ejercer su actividad profesional en Madrid como médico y cirujano, y en 1924 como inspector de sanidad en su localidad natal. Próximo a Martínez Barrio, se incorporó al Círculo Republicano de Morón, que llegó a presidir. Por un breve período de tiempo fue miembro del Partido Republicano Radical con el que se presentó infructuosamente como candidato a diputado al Congreso por el distrito electoral de Morón en las elecciones generales de 1923. En 1927 abandonó la formación radical para incorporarse al Partido Socialista Obrero Español (PSOE) y a la Unión General de Trabajadores (UGT).
Con la proclamación de la Segunda República, tras la victoria republicana en las elecciones municipales de 1931, Manuel Olmedo resultó elegido alcalde de Morón y diputado provincial al ser elegido concejal dentro de la candidatura de la conjunción republicano-socialista, cargos que ocupó hasta 1936 (salvo en el bienio negro donde fue cesada la corporación), vicepresidente de la Diputación provincial de Sevilla hasta 1934, y en las elecciones generales celebradas ese mismo año, diputado a Cortes por la circunscripción electoral de la provincia de Sevilla con 57 940 votos, siendo el candidato más votado de los diez elegidos por la circunscripción.
En las elecciones generales de 1933 optó de nuevo al escaño, pero no resultó elegido. En 1934, dentro del contexto de la represión posterior a la revolución de 1934, fue preso durante tres meses al ser acusado de reunión clandestina por el gobernador civil. En 1936 volvió a ser vicepresidente de la Diputación hispalense, siendo elegido también como compromisario para la elección del presidente de la República en abril, igualmente por la circunscripción de la provincia de Sevilla, donde obtuvo 106 410 votos.
Durante todos los años que ocupó responsabilidades políticas, se manifestó alarmado por el retraso de lo que consideraba la reforma agraria imprescindible para que desaparecieran el hambre y el paro de Andalucía. Sobre la conflictividad social en el campo andaluz, manifestaría en una entrevista que los campesinos, jornaleros y pequeños propietarios andaluces no eran hombres radicales (de lo que eran acusados), sino hombres sin trabajo que buscaban una salida a su situación mientras que las tierras se encontraban en manos de grandes propietarios que llegaban a controlar términos municipales enteros.
El golpe de Estado que dio lugar a la Guerra Civil en julio de 1936 le sorprendió en Madrid, incorporándose voluntariamente a los servicios médicos del ejército republicano. Durante la guerra sirvió siempre en su condición de profesional médico, primero con el grado de capitán en el Batallón Villafranca, en el frente de la provincia de Córdoba, después como inspector sanitario del Ejército del Sur y finalmente, con el grado de teniente coronel, como médico de la Agrupación de Hospitales Militares en Barcelona.
Al final de la guerra hubo de exiliarse a Francia para marchar a México, donde trabajó el resto de su vida ejerciendo su profesión, en un principio en la atención a los refugiados españoles en Veracruz en el Servicio de Evacuación de Refugiados Españoles (SERE) y después como médico de empresa en una siderurgia. Durante este tiempo pasó graves apuros económicos y no fue hasta la década de 1950 que pudo estabilizar su situación. Fue entonces cuando puso en marcha un laboratorio de análisis junto al también exiliado español, el médico Antonio Morayta Núñez, donde trabajó hasta su jubilación.
En España fue procesado por la audiencia de Madrid a través del Tribunal de Responsabilidades Políticas y del Tribunal para la Represión de la Masonería y el Comunismo en 1944. Este último lo condenó a 30 años de reclusión mayor e inhabilitación absoluta y perpetua, resultando que todavía en la década de 1960 se realizaban averiguaciones sobre su paradero.